# No Name City (Poing)
No Name City (NNC) war ein überregional bekannter deutscher Westernpark in Poing bei München. Die Westernstadt wurde 1987 von Wilhelm E. Pichler in Zusammenarbeit mit dem Sammler Heinz Bründl (Sammlung Bründl) gegründet und bestand bis 1997.

## Geschichte
Die Gründungsidee entstand 1984/85 im Rahmen von Treffen der europäischen Westernvereine in Ising (Chieming), als es um die Weiternutzung der dort aufgebauten Kulisse ging. Mit Unterstützung interessierter Sponsoren entstand dann aufgrund positiver Resonanz der Bevölkerung in Poing die Westernstadt. An der architektonischen Planung war das Architekturbüro Peter Richter und Ulrich Freund (RFHT) beteiligt. Insgesamt entstanden rund 40 Gebäude, viele davon originalgetreu eingerichtet. Bauten, Kostümierungen und Ausstattungen waren originalgetreu entsprechend der Zeit um 1880.
Aufgeführt wurden in der mit originaler Kulisse ausgestalteten Westernstadt Shows wie beispielsweise „Billy the Kid“. Bekannte Darsteller waren Tommy Krappweis (unter anderem auch Stuntman) und Silkirtis Nichols (Darsteller von 1988 bis 1994) alias „Buffalo Child“. Peter Bento jun. (1941–2008), Sohn des Zirkus-Adolf-Althoff-Clowndarstellers Peter Bento-Storms (1923–2013), spielte die Rolle des Hilfssheriffs „Rattlesnake Joe“. Willy Michl zählte zu den regelmäßigen Gästen. Die Country-Hausband nannte sich The No Name City Gamblers. Das Gelände diente mehrfach als Kulisse für Film- und Werbeaufnahmen. Unter anderem entstand hier das Video zu Mike Krügers Song Mama ist im Himmel bei John Wayne (1994). Zu den Attraktionen zählten auch Veranstaltungen wie die Austragung einer „Deutschen Meisterschaft im Goldwaschen“. Auf dem Gelände wurde mit einer Art „Regionalwährung“, sogenannten Nugget-Scheinen bezahlt, die als Verzehrbons dienten. Neben den Geldscheinen wurden auch sogenannte „Münzen“ mit Medaillencharakter geprägt.
1995 wurde No Name City aufgrund von Besuchermangel geschlossen.

## Post-Historisches
Das ehemalige Gelände an der Gruber Straße 60 a nördlich der S-Bahn-Gleise wurde nach Schließung vollständig überbaut und ist heute Teil eines Gewerbegebietes mit dem Namen Im Technologiepark. Kulissen und Gebäude wurden in den gleichnamigen Freizeitpark No Name City in Österreich verbracht.

### Memoiren von Bründl und Krappweis
2013 verfasste Bründl zusammen mit Krappweis die gemeinsamen Erinnerungen an die Westernstadt in Form eines Taschenbuches. Das Buch entstand auf Basis eines mehrtägigen Gesprächs, das mit Kameras aufgezeichnet wurde. Andreas Kurtz bezeichnete das Buch in der Berliner Zeitung als „extrem amüsant-anekdotische[s] Buch“.

### FestivalThe Spirit of No Name City
Seit 2009 – Anlass war seinerzeit der 50. Geburtstag des Schützenvereins Hubertus. – wird in Erinnerung an die Westernstadt jährlich das Revival-Festival The Spirit of No Name City veranstaltet, bei dem unter anderem die traditionellen, in No Name City uraufgeführten Show nachgespielt werden, die zum festen Bestandteil zählten. Bei den Shows treten auch frühere Original-Darsteller der Westernstadt auf. Ebenso zu sehen sind originale Kulissen und Requisiten.